# Chimiohyperthermie intrapéritonéale
Pour les articles homonymes, voir Chip.
Une chimiohyperthermie intrapéritonéale (CHIP) est une intervention chirurgicale lourde qui peut être réalisée sur des personnes atteintes d'un cancer dans la zone péritonéale. L'opération consiste à retirer toutes les lésions visibles du cancer, puis à laisser tremper pendant 1 heure 30 à 2 heures les organes concernés dans un bain de chimiothérapie à 43 °C afin d'éliminer le maximum de cellules cancéreuses. La technique a notamment été développée par François-Noël Gilly.